# ロールベールラップサイロ

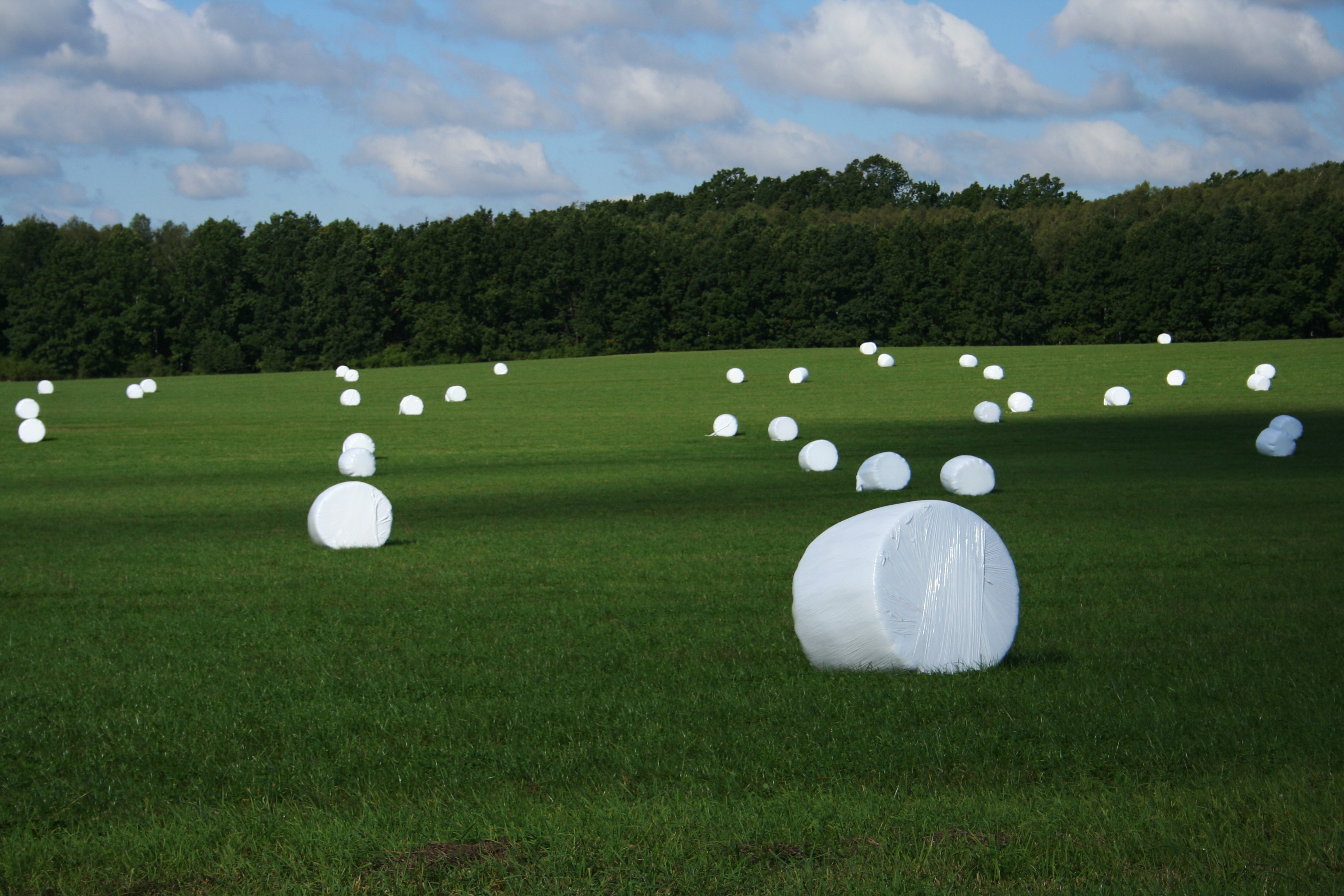
ロールベールラップサイロの点在する採草地

ロールベールラップサイロとは、円筒状（タイコ形）に梱包した牧草をラップしてサイレージ化する手段。牧草を大型機械（ベーラーなど）でロールベール（2m程度の円筒形）に整形、ポリエチレンできた幅広のラップで巻き上げて仕上げる。省力化が図られることから、日本では従来のタワー型サイロシステムに代わり一般化した作業体系であり、採草地や農家の周辺にラップされたサイレージが積み上げられる光景も珍しくなくなった。北海道をはじめとする畜産が盛んな地域では広大な採草地にラップされた牧草ロールが点在する独自の景観をなしている。

## ラップ

### 素材
サイレージ化するためには、嫌気性菌による発酵が不可欠であるが、単にラップで巻き上げただけでは通気性が生じ発酵が進まず、良好なサイレージが得られない。このためラップの製造会社では、ラップを複層構造にする、粘着材の改良、突き破りを防ぐ強度の向上など、さまざまな工夫を凝らしている。発酵を補完するためにギ酸などを添加し、腐敗を防ぐ工夫も見られる。

### 色
ロールベールの色については、白、黒、緑といった各色が市販されているが、一般に使い分け（特に白と黒）で発酵速度が変化するわけではないとされている（一部には、独自のノウハウを持っていると主張する者もいる）。黒色については表面付近だけ高温になりやすくなることから、九州などでは避けられることもある。

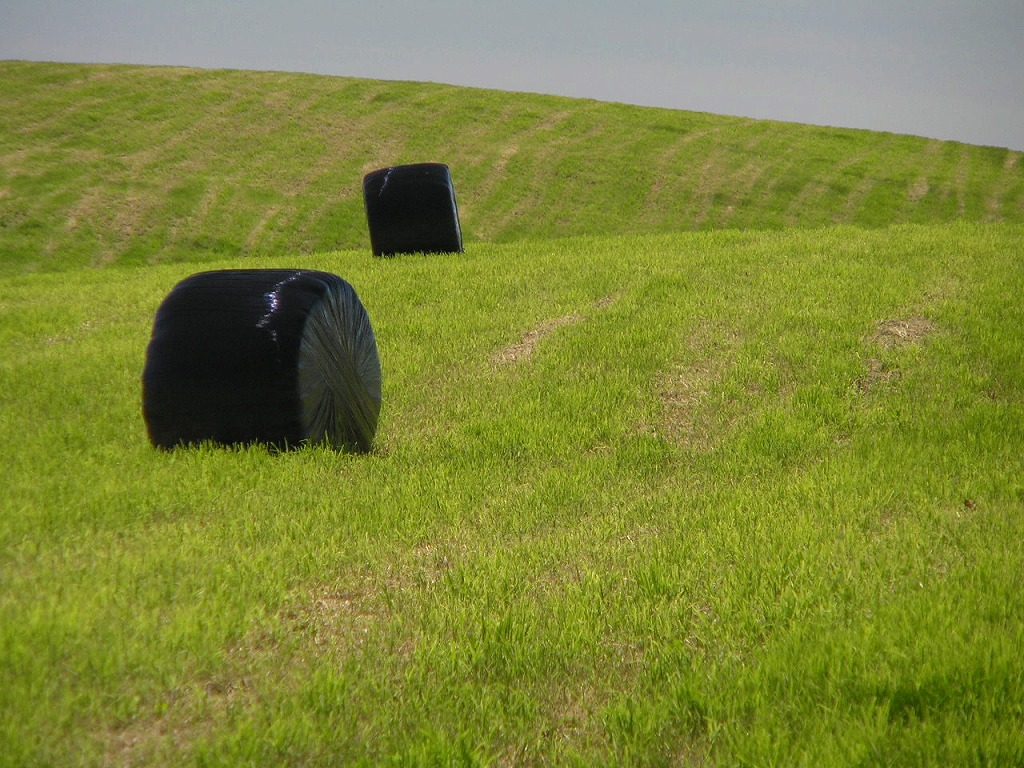
黒
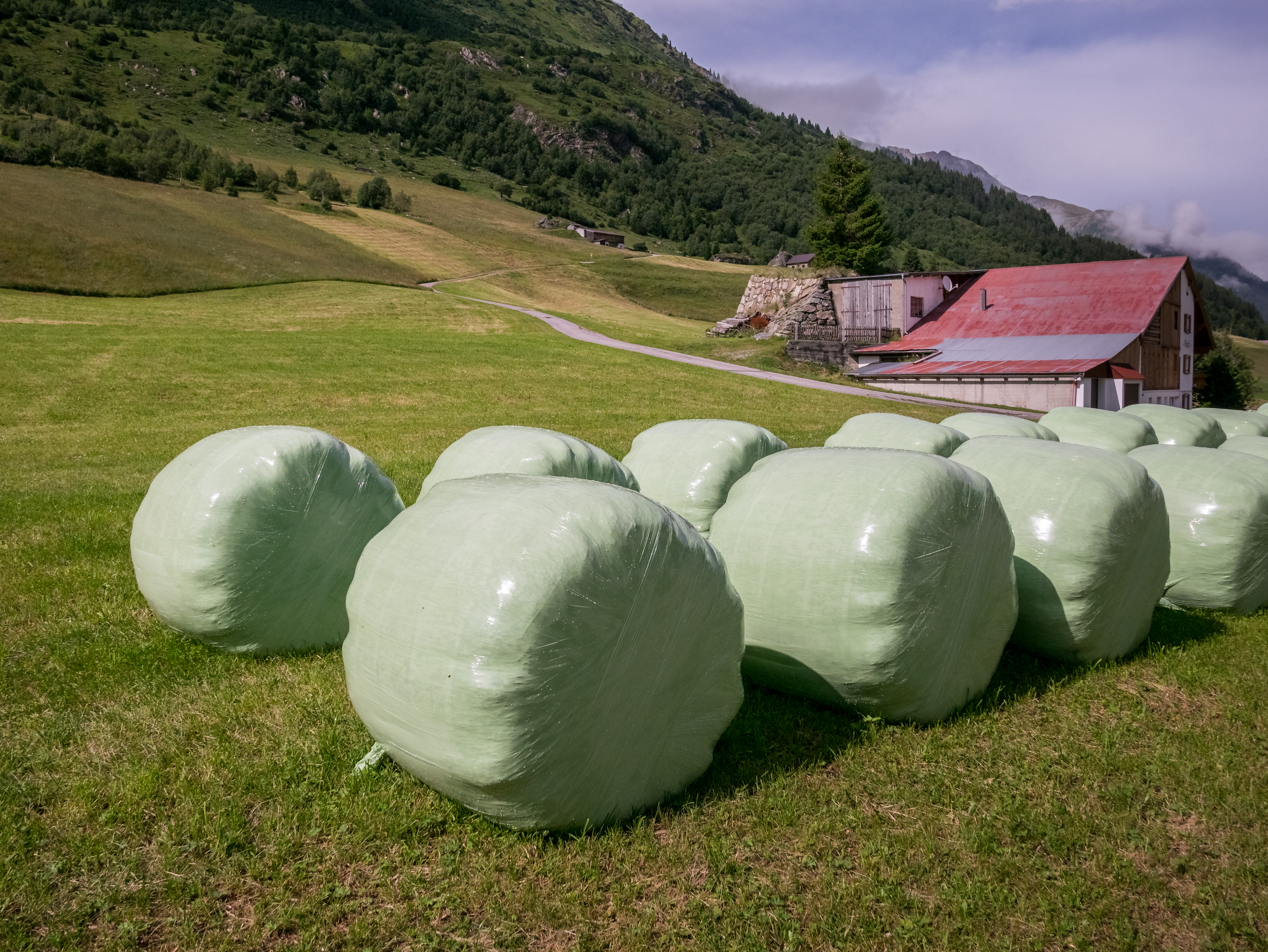
緑
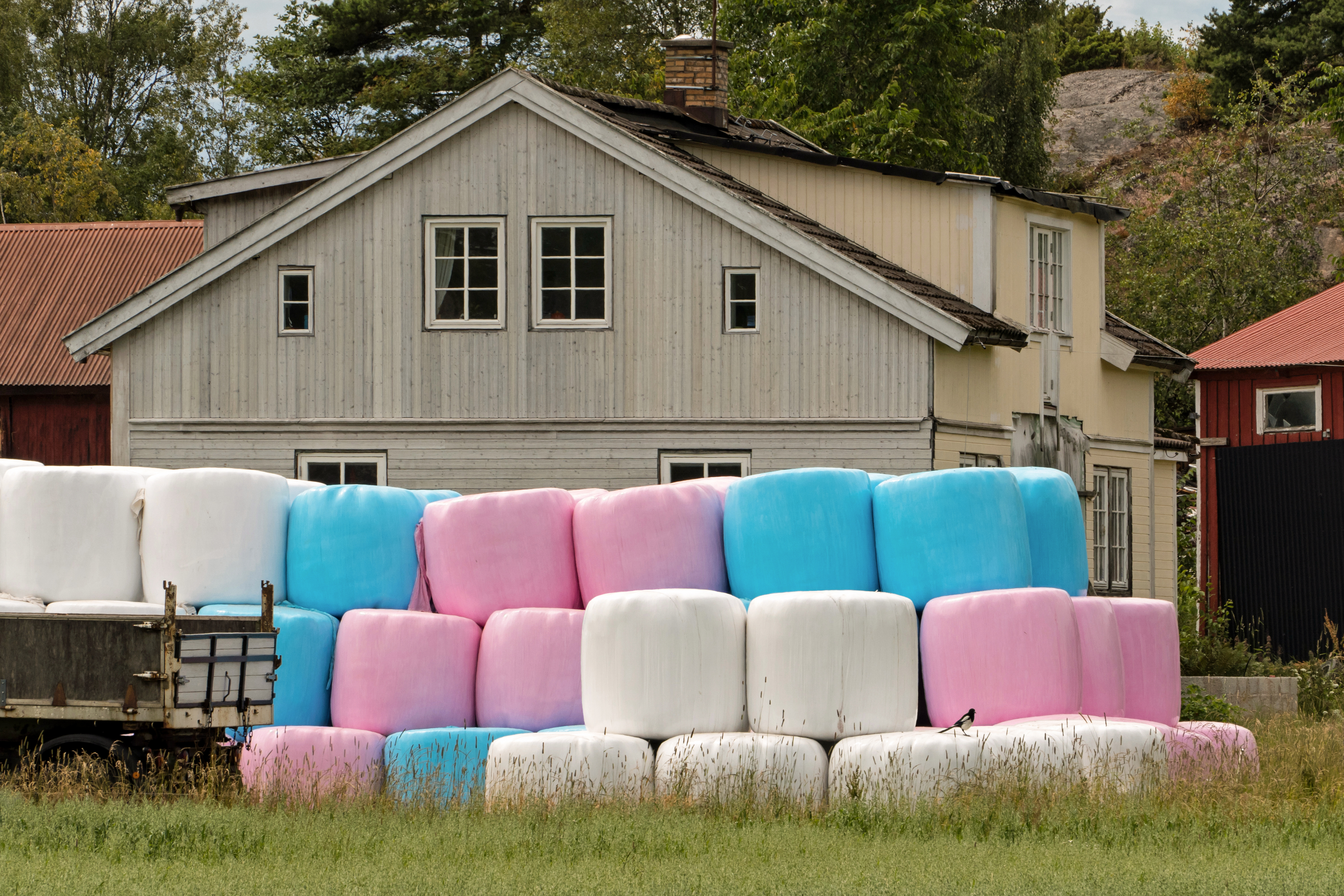
白とピンクと水色
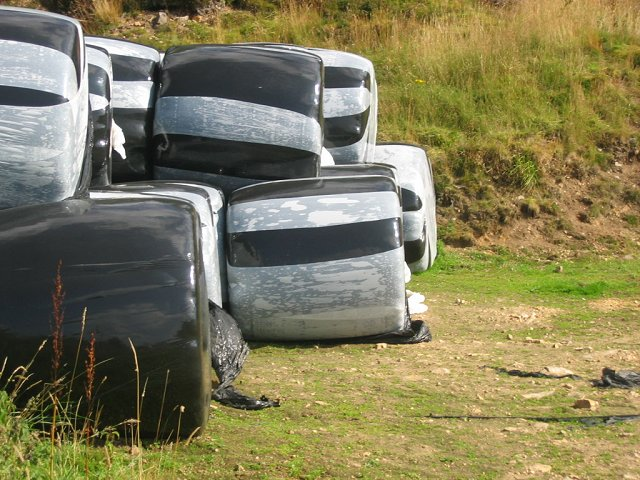
黒の上に白

| - 黒 - 緑 - 白とピンクと水色 - 黒の上に白 |

## ラップマシン
- 自動で巻かれるラップおよび積み込み
- 半自動のラップ巻き

## サイロの被害と対策

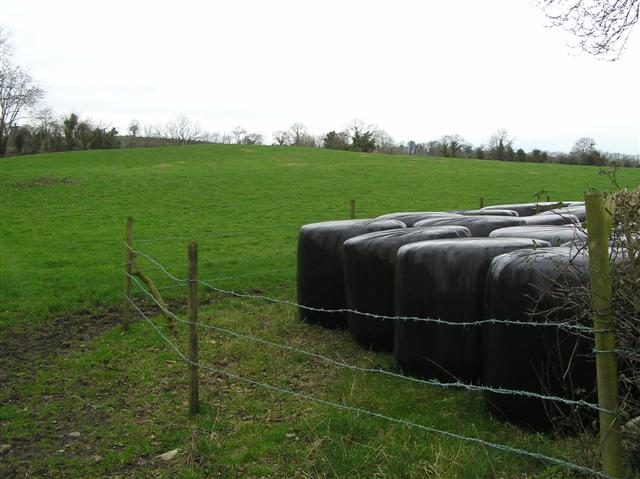
有刺鉄線で囲まれたサイロ

北海道や岩手県では、ヒグマやツキノワグマによるロールベールのラップが破られる被害が発生している。原因はまだ不明であるが、好奇心旺盛なクマが悪戯でラップを破った、ラップから漏れた発酵臭がクマを誘引したなどが推測される。
被害を防ぐ方法として、ロールベールラップサイロを集積し、その集積地の周囲を電気柵（電気牧柵、electric fence）で囲う方法が、岩手県葛巻町で採用された実績がある。